# 約翰·赫里爾·克魯克
約翰·赫里爾·克魯克（John Hurrell Crook），學士，博士，DSc（John Crook，1930年11月27日—2011年7月15日），中小學教育在南安普敦Sherborne的Oakmount學校完成，他是一個動物行為學家，授教於英國布里斯托爾大學心理學系中的動物行為學， 70-80年代主持一個研究小組，專門研究鳥類和靈長類動物的社會和繁衍行為。90年代時研究領域轉向社會心理人類學，主要研究喜馬拉雅地區人民的社會心理結構。他在服國民役時曾跟隨部隊到香港駐守，在那兒他第一次遇到中國禪宗佛教，他也是西方禪的創始者和導師。

## 事業生涯
克魯克教授是一個早期社會生態學發展的先驅者，他將社會生態學的知識引入動物行為學，當時該學科是以尼科丁伯根和康拉德洛倫茲佔的思想為主導。他在南安普敦大學的畢業論文〈南安普敦水鳥〉，讓他順利地進入劍橋大學耶穌學院，他的博士論文研究的是〈西非織布鳥〉（Ploceinae）由著名的威廉索普和羅伯特欣德教授指導。接著他更進一步研究在印度、塞舌爾群島和東非的鳥類生態行為。他的研究理論有助於大衛雷克的鳥類行為分析研究。他的田野調查結果也在實驗室得到了以內分泌為基礎而分析行為的進一步證明。
群體行為學，中文也可以稱做社會行為學。在1970年，約翰·克魯克發表了一篇重要論文，他將比較行為學和群體行為學做出分辨，並認為當時的行為學研究將動物以個體為單位做研究，應該算是比較行為學。而未來的動物行為學家應該更重視群體的行為與牠們的群體結構。
他到布里斯托爾大學任教後，與教授KRL霍爾建立靈長類動物研究中心，將鳥類的社會生態原則擴大到靈長類動物，他負責領導博士研究生，並分別協助了羅賓鄧巴在塞俄比亞的Gelada狒狒和約翰地格在北非摩洛哥獼猴的社會生態行為。
他曾任美國加州史丹佛大學行为科学高等研究中心研究員，此間他學習了人文心理治療的新知識。返回布里斯托爾後，他的學生請他示範傳授這個方法，隨後成立了「布里斯托爾(人文心理治療)交流中心」，這個教法在英國廣泛地被接受，特別是在他在威爾士中部的閉關中心所舉辦的許多工作坊。
1977年，克魯克率領一組研究員遠征拉達克喜馬拉雅山脈的占斯卡（Zanskar），針對該地區的一妻多夫婚姻制度從事研究。多年來他和他的同事長期地考察研究該地區的地質，農業，社會和家庭生活及在偏僻高海拔地區的寺院修行生活。他後來又與一位精通藏文的藏學家詹姆斯氐，返回該地研究當地山區的佛教隱士生活。
克魯克教授提早退休， 1986年5月底在紐約東初禪寺參加  聖嚴法師帶領的精進禪七，經由克魯克教授的邀請與安排，聖嚴法師曾經四度到英國弘法，並於1993年將法脈傳給約翰克魯克，為法師第一位西方法子；於 2000年再將法脈傳給賽門Simond Child，英國地區因而有二位法子，成為歐洲地區禪佛教的發展重地。
西方禪團體雖然在1998年正式註冊為慈善機構，但它是以布里斯托禪修會為基礎，該禪修會早在 聖嚴法師1989年第一次到英國弘法之後，就由克魯克教授和幾位布里斯托城的禪眾一同成立，發展至今已二十多年仍每週定期聚會一次。
克魯克教授生平發表了一百多篇鳥類科學論文，他的一生著作包含了動物行為學和進化心理學等，有幾本著作則側重於意識和禪宗的修行，他的最新作品是《世界危機與佛教人文主義》（新時代書籍，新德里2009 ）。

## 榮譽獎項
- 1962年 獲頒大不列顛靈長類動物學會榮譽獎章。
- 1968-69年 獲斯坦福大學高等研究中心行為科學會員。
- 2003年 獲頒查謨和克什米爾學院的藝術文化和語言榮譽獎牌。

## 著作出版物
- 約翰 H.克魯克（編輯），《鳥類和哺乳動物的社會行為：動物和人的社會行為學》。學術。 1970年。
- 約翰 H. Crook和RP邁克爾，《比較生態學和靈長類動物行為》。學術出版社有限公司，1973。 ISBN 978-0124934504
- 約翰 H.克魯克，《人類意識的演變》。牛津大學出版社，1980。 ISBN 978-0198571872
- 約翰 H.克魯克，《以扇捕羽: 聖嚴師父禪七》。元圖書，1991。 ISBN 978-1852301941
- 約翰 H. Crook和大衛豐塔納，《心的空間：東西方心理學和當代佛教》。扥那斯元出版，1993年。 ISBN 9781852301545
- 約翰 H. Crook和亨利Osmaston，《喜馬拉雅佛教村拉達克Zangskar：環境、資源、社會和宗教生活》。布里斯托爾古典出版社，1994。 ISBN 978-0862923860
- 約翰 H. Crook和詹姆斯低，《拉達克的瑜伽士：朝聖之旅喜馬拉雅山中的佛教瑜伽士》。 Motilal Banarsidass，1997。 ISBN 978-8120814622
- 約翰 HCrook《香港山頂的月亮》。密涅瓦出版。 1997。
- 約翰 H.克魯克，《如月印空》。沃特金斯。倫敦。 2002年。
- 約翰 H.克魯克，賽門．查爾得，查可‧安德列塞維克，馬克思‧卡林，和聖嚴法師。《禪法來西》。北大西洋圖書，2005。 ISBN 978-1556435430
- 約翰 H.克魯克，《約翰居士的公案》。陸錄出版。 2009。 ISBN 978-1-4092-6766-9
- 約翰 H.克魯克，《世界危機與佛教人道主義，最後的遊戲：文明的瓦解或重建》。新時代的書籍，2009年。 ISBN 9788178223254